# 2MASS J10292165+1626526
2MASS J10292165+1626526 ist ein Brauner Zwerg im Sternbild Leo. Er wurde im Jahr 2000 von J. Davy Kirkpatrick et al. entdeckt und gehört der Spektralklasse L2,5 an. Seine Position verschiebt sich aufgrund seiner Eigenbewegung jährlich um 0,50 Bogensekunden.